# Explozimetru

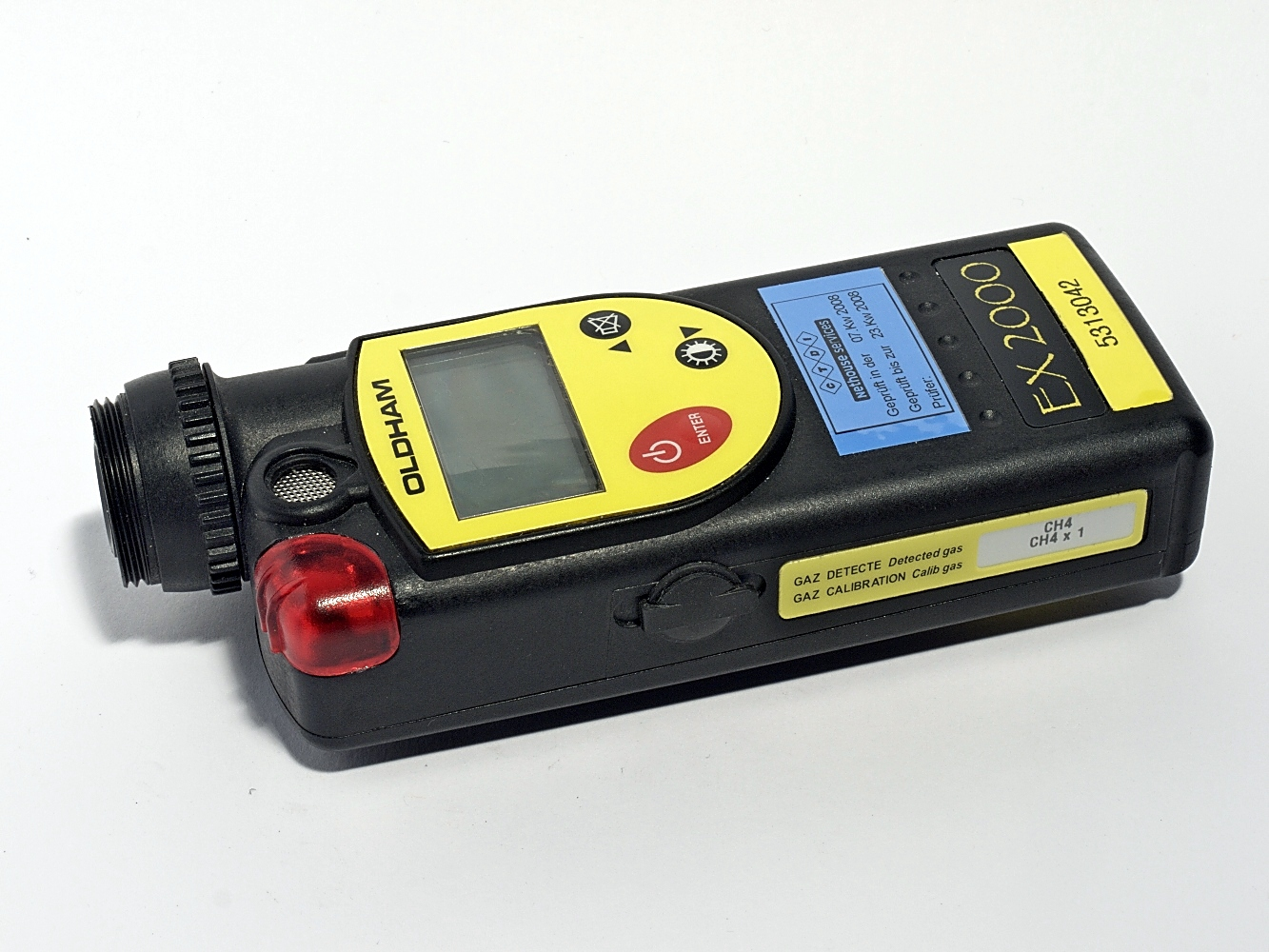
Explozimetrul portabil Oldham EX2000

Un explozimetru este un aparat folosit pentru măsurarea cantității de combustibil gazos prezent intr-o mostră de aer.